# George Estman
George Estman (né le 8 septembre 1922 et mort le 16 septembre 2006 à Alberton) est un coureur cycliste sud-africain. Il a participé aux Jeux olympiques de 1948 et 1952. Il n'est pas parvenu à terminer la course en ligne lors de ces deux évènements. Aux Jeux de 1952, il a été médaillé d'argent de la poursuite par équipes.

## Palmarès

### Jeux olympiques
- Helsinki 1952
  -  Médaillé d'argent de la poursuite par équipes